# 斉藤清亮
斉藤 清亮（さいとう せいりょう、1899年3月11日 - 1972年1月15日）は日本の政治家。渋谷区議会議員（3期）、東京府議会議員（1期）、東京市議会議員（1期）、東京都議会議員（5期）、第8代東京都議会議長、第12・13代渋谷区長を歴任した。

## 経歴
1899年3月11日、秋田県に生まれる。1936年から渋谷区会議員を3期15年務めた。1941年6月9日からは東京府会議員を、1942年6月15日からは東京市会議員をそれぞれ1期ずつ1943年6月30日まで務めた。同年9月13日の第1回東京都議会議員選挙に渋谷区選挙区から立候補して、初当選した。その後、都政自由倶楽部幹事長（1947年）、警察委員会委員長（1948年から1949年）、都議会自由党幹事長（1951年から1952年）、同政調会長（1951年から1952年）を歴任した。1952年5月に第8代東京都議会議長に就任した。また、全国都道府県議会議長会会長にも就任した。1953年6月に議長を退任した。その後は、総務財政委員会委員長（1956年から1957年）を務めた。1962年2月14日に都議を辞職し、渋谷区長に就任した。1970年7月19日に区長を退任した。1972年1月15日に死去した。

## 栄典
- 1955年 - 藍綬褒章[1]
- 1969年 - 勲四等旭日小綬章[1]